# Oberegg
Oberegg is een gemeente en plaats in het Zwitserse kanton Appenzell Innerrhoden.
Oberegg telt 1.891 inwoners.
Appenzell · Gonten · Oberegg · Schlatt-Haslen · Schwende-Rüte
- Gemeinsame Normdatei: 4559722-4
- Historisch woordenboek van Zwitserland: 001318
- Virtual International Authority File: 236113999